# مقتل روبرت غودوين
يبلغ روبرت من العمر 74 عام، قُتل بطلق ناري عندما كان يمشي بالخارج بواسطة (قاتل فيس بوك ) في مدينة كليفلاند (أوهايو) بولاية أوهايو بالولايات المتحدة ، وقد تم تصوير لحظة مقتله بواسطة القاتل وهو يبث مباشر في الفيس بوك، أنتحر القاتل عندما إقتربت الشرطة من إلقاء القبض عليه بإطلاق النار على نفسه.